# George F. Cahill Jr.
George Francis Cahill, Jr. (* 7. Juli 1927 in New York City; † 30. Juli 2012 in Peterborough, New Hampshire) war ein amerikanischer Mediziner, der insbesondere zum Glucose- und Fettstoffwechsel des Menschen forschte.

## Leben
Cahill studierte ab 1944 an der Yale University. Er unterbrach die Ausbildung für einen zweijährigen Militärdienst und beendete 1949 sein Studium mit dem Bachelor-Abschluss. Das Medizinstudium am College of Physicians and Surgeons (P&S) der Columbia University schloss er 1953 ab. Anschließend war er als Assistenzarzt am Peter Bent Brigham Hospital in Boston tätig. Von 1955 bis 1957 forschte er im Labor von Albert Baird Hastings, bevor er 1958 nach einem weiteren klinischen Jahr an das Joslin Diabetes Center wechselte. Nach der Rückkehr von Albert Renold nach Europa war Cahill von 1962 bis 1978 wissenschaftlicher Leiter der Einrichtung. Von 1962 bis 1990 war er am Howard Hughes Medical Institute tätig, ab 1972 als wissenschaftlicher Beirat, ab 1978 als wissenschaftlicher Leiter und später bis 1989 als stellvertretender als Leiter der Einrichtung. 1970 wurde Cahill Professor an der Harvard University, dort unterrichtete er bis zu seiner Emeritierung 1990. Als Professor für Biologie leitete er ab 1989 für sieben Jahre einen Biologiekurs am Dartmouth College.
Cahill war ab 1949 mit Sarah („Sally“) duPont († 2010) verheiratet, das Paar hatte vier Töchter und zwei Söhne.

## Wirken
Zu Cahills Forschungsgebieten gehörte der Glukosestoffwechsel des Menschen, die Rolle des Insulins, Diabetes mellitus, der Einfluss des Hungerns und Fastens auf Stoffwechselwege und die Ketose.
Er war Autor und Co-Autor von rund 200 Beiträgen in wissenschaftlichen Zeitschriften sowie Autor von Buchbeiträgen.
1982 und 1985 sagte Cahill in den beiden Prozessen gegen Claus von Bülow aus, der wegen versuchten Mordes an seiner Frau Sunny von Bülow angeklagt war. Cahill attestierte in beiden Prozessen, dass der Zustand der Frau nur auf eine Insulingabe zurückgeführt werden kann.

## Auszeichnungen (Auswahl)
- Young Investigator Award der Endocrine Society sowie der American Diabetes Association[7]
- 1963: Oppenheimer Award der Endocrine Society[9]
- 1971: Banting-Medaille der American Diabetes Association
- 1979: Gairdner Foundation International Award[10]
- 1980: Mitglied der American Academy of Arts and Sciences[11]

## Schriften (Auswahl)
- G. F. Cahill: Metabolic role of adipose tissue. In: Transactions of the American Clinical and Climatological Association. Band 73, 1961, S. 22–29, ISSN 0065-7778. PMID 13875555. PMC 2249046 (freier Volltext).
- G. F. Cahill, O. E. Owen: Starvation and survival. In: Transactions of the American Clinical and Climatological Association. Band 79, 1968, S. 13–20, ISSN 0065-7778. PMID 5667163. PMC 2441175 (freier Volltext).
- O. E. Owen, Ph. Felig, A. P. Morgan, J. Wahren, G. F. Cahill: Liver and kidney metabolism during prolonged starvation. In: The Journal of clinical investigation. Band 48, Nummer 3, März 1969, S. 574–583, ISSN 0021-9738. doi:10.1172/JCI106016. PMID 5773093. PMC 535723 (freier Volltext).
- P. Felig, E. Marliss, O. E. Owen, G. F. Cahill: Blood glucose and cluconeogenesis in fasting man. In: Archives of internal medicine. Band 123, Nummer 3, März 1969, S. 293–298, ISSN 0003-9926. PMID 4885676. (Review).
- G. F. Cahill: Starvation in man. In: The New England journal of medicine. Band 282, Nummer 12, März 1970, S. 668–675, ISSN 0028-4793. doi:10.1056/NEJM197003192821209. PMID 4915800. (Review).
- G. F. Cahill, T. T. Aoki: Starvation and body nitrogen. In: Transactions of the American Clinical and Climatological Association. Band 82, 1971, S. 43–51, ISSN 0065-7778. PMID 4934018. PMC 2441035 (freier Volltext). (Review).
- P. Felig, E. B. Marliss, G. F. Cahill: Metabolic response to human growth hormone during prolonged starvation. In: The Journal of clinical investigation. Band 50, Nummer 2, Februar 1971, S. 411–421, ISSN 0021-9738. doi:10.1172/JCI106508. PMID 5540176. PMC 291937 (freier Volltext).
- G. F. Cahill, T. T. Aoki, N. B. Ruderman: Ketosis. In: Transactions of the American Clinical and Climatological Association. Band 84, 1973, S. 184–202, ISSN 0065-7778. PMID 4199621. PMC 2441301 (freier Volltext).
- G. F. Cahill: Starvation in man. In: Clinics in endocrinology and metabolism. Band 5, Nummer 2, Juli 1976, S. 397–415, ISSN 0300-595X. PMID 182420. (Review).
- G. F. Cahill: Human evolution and insulin-dependent (IDD) and non-insulin dependent diabetes (NIDD). In: Metabolism: clinical and experimental. Band 28, Nummer 4 Suppl 1, April 1979, S. 389–393, ISSN 0026-0495. PMID 400563. (Review).
- G. F. Cahill: President’s address. Starvation. In: Transactions of the American Clinical and Climatological Association. Band 94, 1983, S. 1–21, ISSN 0065-7778. PMID 6764569. PMC 2279566 (freier Volltext). (Review).
- G. F. Cahill, R. L. Veech: Ketoacids? Good medicine? In: Transactions of the American Clinical and Climatological Association. Band 114, 2003, S. 149–161, ISSN 0065-7778. PMID 12813917. PMC 2194504 (freier Volltext). (Review).
- G. F. Cahill, R. L. Veech: Ketoacids? Good medicine? In: Transactions of the American Clinical and Climatological Association. Band 114, 2003, S. 149–161, ISSN 0065-7778. PMID 12813917. PMC 2194504 (freier Volltext). (Review).
- G. F. Cahill: Fuel Metabolism in Starvation. In: Annual Review of Nutrition. 26, 2006, S. 1–22, doi:10.1146/annurev.nutr.26.061505.111258.